# Pierre d’Oblicamp

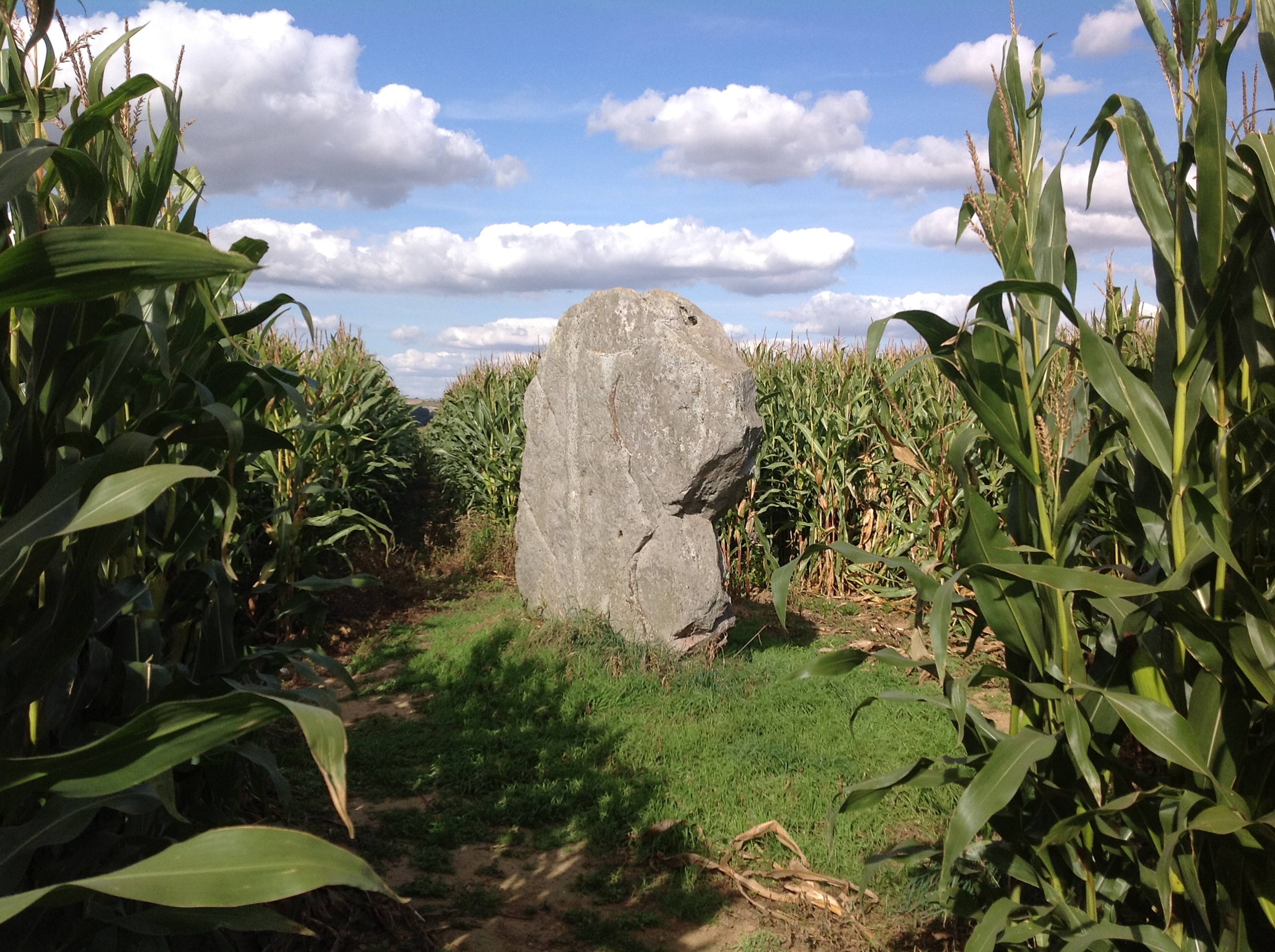
Pierre d’Oblicamp

Der Menhir Pierre d’Oblicamp steht in der Gemeinde Bavelincourt, nordöstlich von Amiens im Département Somme in Frankreich. 
Der Menhir steht etwa eineinhalb Kilometer vom Dorf entfernt auf dem Plateau, das die Täler von der Hallue und der Ancre trennt. Der Nordwest-Südosten orientierte Stein hat eine glatte Südostseite, die andere Seite ist zerklüftet. Er ist 2,4 m hoch, 1,8 m breit, seine Dicke variiert zwischen 30 und 140 cm. Der Menhir ist auf einer Länge von 1,25 m eingegraben.
Der Pierre d’Oblicamp wurde 1970 als Monument historique aufgeführt.
Eine lokale Legende erzählt, dass der Stein in den Tagen der Feen und Zauberer ein Ort der Begegnung war. Der Stein wuchs, sprach und tanzte auch an bestimmten Tagen des Jahres.